# Mercato Vecchio
(Piero Bargellini, Com'era Firenze 100 anni fa)

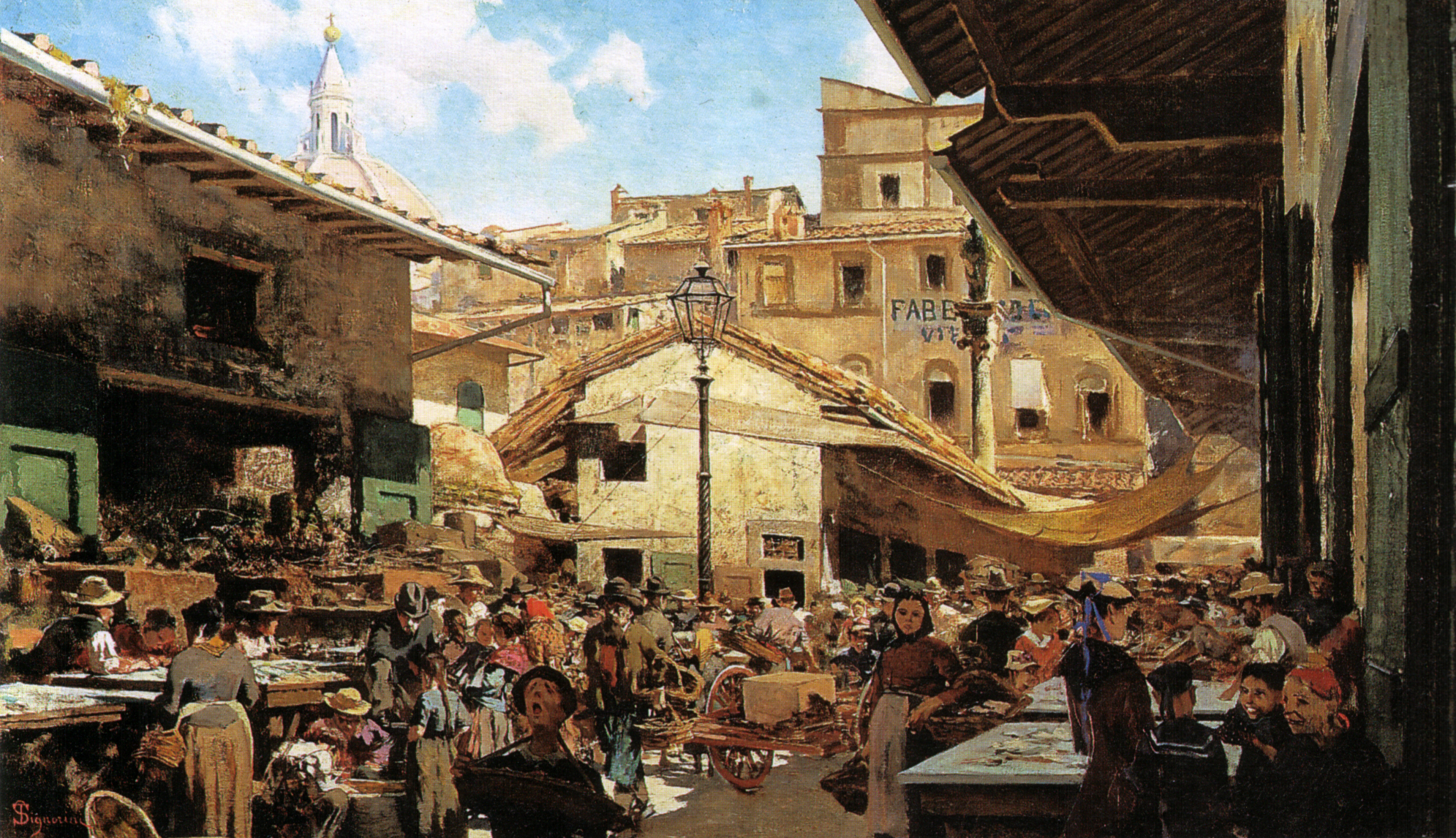
Telemaco Signorini, Mercato Vecchio a Firenze, 1882-83, 39x65,5 cm

Il Mercato Vecchio era una zona di Firenze che venne demolita, assieme al vecchio Ghetto, tra il 1885 e il 1895 per la creazione di piazza della Repubblica, nell'ottica del cosiddetto "risanamento" cittadino.

## Storia

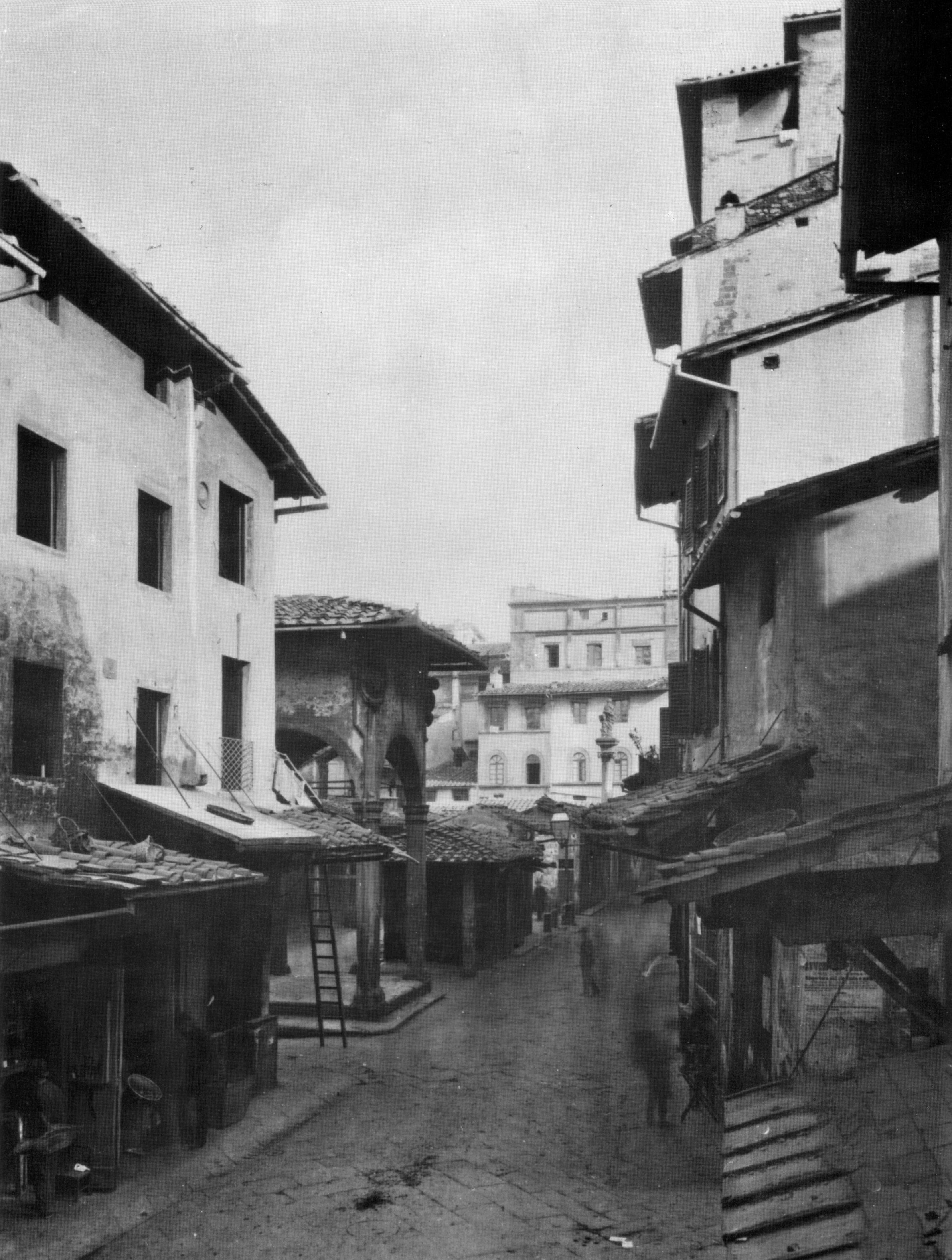
Il Mercato vecchio prima delle demolizioni, come appariva in uno scorcio dall'attuale via Strozzi

In questo sito si trovava l'antico foro romano di Florentia. La zona aveva un valore altamente simbolico, poiché era il centro geografico della città dove si intersecavano il cardo e il decumano. In corrispondenza di questo incrocio si ergeva forse una colonna che in seguito fu sostituita dalla colonna dell'Abbondanza, ancora esistente.
In epoca alto medievale la zona continuò ad essere un punto di ritrovo, divenendo presto il luogo di mercato più importante della città. Era caratterizzato da due chiese antichissime, di epoca paleocristiana, dette Santa Maria in Campidoglio e Sant'Andrea. Il mercato fu istituzionalizzato solo dopo l'anno Mille. Tipicamente rispetto anche ad altre città italiane si veniva così a definire lo spazio pubblico destinato ai commerci, al quale si contrapponeva una piazza del Duomo destinata agli affari religiosi e una piazza del Comune (piazza della Signoria) destinata alla politica e agli affari civili. Nel Medioevo ebbero le proprie case in questa zona alcune delle più antiche famiglie nobili e notabili di Firenze: gli Amieri, i Nerli, i Medici, i Tornaquinci, i Tosinghi, i Caponsacchi, gli Ubaldini, gli Alfieri Strinati, ecc. Queste famiglie, proprietarie di case-torri, finanziarono nel 1270 una nuova lastricazione della piazza nei tratti antistanti le rispettive residenze. Questo intervento andava sicuramente a sostituire altre lastricazioni che si erano succedute nel tempo sopra le originarie lastre marmoree romane sepolte dalla subsidenza. 
Col tempo si rese necessario un secondo mercato, il mercatum de porta Sanctae Mariae, dal nome della porta Santa Maria, dove poi nel Cinquecento venne costruita la loggia del Mercato Nuovo (in contrapposizione al mercato da allora definito "Vecchio").
Un terzo polo commerciale nelle vicinanze era la Loggia del Grano, costruita da Arnolfo di Cambio alla fine del XIII secolo, che poi nella seconda metà del Trecento divenne la chiesa di Orsanmichele. Orsanmichele era la chiesa delle Arti e corporazioni di Firenze poiché in questa zona si concentravano la maggior parte delle sedi corporative: oltre a quelle ancora oggi esistenti del palazzo dell'Arte della Lana, del palazzo dell'Arte della Seta o del palazzo dell'Arte dei Beccai, vi si trovavano a pochi isolati le sedi dell'Arte dei Medici e Speziali, di quella degli Albergatori, dei Linaioli e Rigattieri e degli Oliandoli e Pizzicagnoli.
Dal XIV secolo è ricordato un pozzo sul lato orientale della piazza, in asse con via Calimala, e la Beccheria. Tra Cinque e Seicento l'antico pozzo medievale era stato sostituito da due pozzi sui lati settentrionale e meridionale della piazza, più o meno in posizione simmetrica ai lati della Beccheria.
La piazza esisteva ancora all'epoca di Cosimo I, quando vi fece realizzare da Giorgio Vasari la loggia del Pesce, ma gradualmente lo spazio si era sempre più assottigliato per la costruzione di minuscoli edifici popolari, adibiti a bottega e abitazione, che avevano mutato l'aspetto della zona. Era infatti tipico nel medioevo abitare negli edifici dove si possedeva anche la bottega e il laboratorio. Inoltre la zona era costellata da pozzi, forni, chiesette, torri, logge, abitazioni di legno o in muratura.
Numerosi erano i toponimi della zona legati ad attività economiche: piazza dell'Olio, via dei Pellicciai (poi via Pellicceria), via delle Ceste, piazza delle Cipolle (oggi piazza Strozzi), piazza del Vino, piazza delle Ricotte, piazza della Paglia, piazza dei Marroni, via dei Rigattieri, via degli Stracciaoli, via dei Ferrivecchi; nella loggia dei Tavernai si vendevano vivande.

## La demolizione
(Jarro, Firenze sotterranea, 1881)
Già nel 1876 il sindaco Ubaldino Peruzzi nominò una commissione per indagare le condizioni abitative dei quartieri più poveri (i "Camaldoli" in San Lorenzo e in Oltrarno, e il Mercato Vecchio). Il periodo di Firenze Capitale (1865-1871) aveva infatti determinato una crisi di alloggi, saturando i rioni popolari e riempiendo il Comune di debiti dopo lo spostamento degli apparati statali a Roma.
Verso il 1880 il giornalista Giulio Piccini, che si firmava con lo pseudonimo di Jarro, iniziò a denunciare con una serie di articoli, raccolti poi nel libro Firenze sotterranea (1881), il degrado nel quale vivevano gli umili abitanti del centro storico. Il tono fin troppo eloquente e le numerose esagerazioni e distorsioni erano indice certo di una situazione di decadenza, ma non rendevano giustizia alla plurisecolare storia della zona. Il successo del libro (che contò nei primi anni ben quattro ristampe) suscitò l'opinione generale che fosse inderogabile una soluzione al problema, che essenzialmente consisteva nella demolizione dei quartieri degradati. L'intervento si sarebbe inquadrato dopotutto nel contesto del piano del Poggi, che aveva eliminato le mura per creare quei boulevard che sono i viali di Circonvallazione, rispondendo alle nuove esigenze della borghesia di decoro, di pulizia, di passeggio. Si trattava di un proseguimento, in scala più ampia e razionale, di alcuni interventi sporadici di "abbellimento" cittadino iniziati già all'epoca dei Lorena, quali l'ampliamento di via dei Calzaiuoli (1842) e di via Tornabuoni (1857), e la creazione del lungarno Nuovo (1853).
Non si può trascurare il lato speculativo dell'operazione (il cosiddetto "affare del centro"), che ottenne il trasferimento dei ceti umili fuori dal centro storico nell'ottica della creazione di abitazioni, edifici ad uso commerciale e rappresentativo per la ben più remunerativa alta società cittadina. Molti storici indicano come le ragioni economiche fossero il vero motore dello sventramento, rispetto al quale le oggettive esigenze di salute pubblica, di sicurezza e di decoro ne avrebbero costituito solo la copertura ideologica.

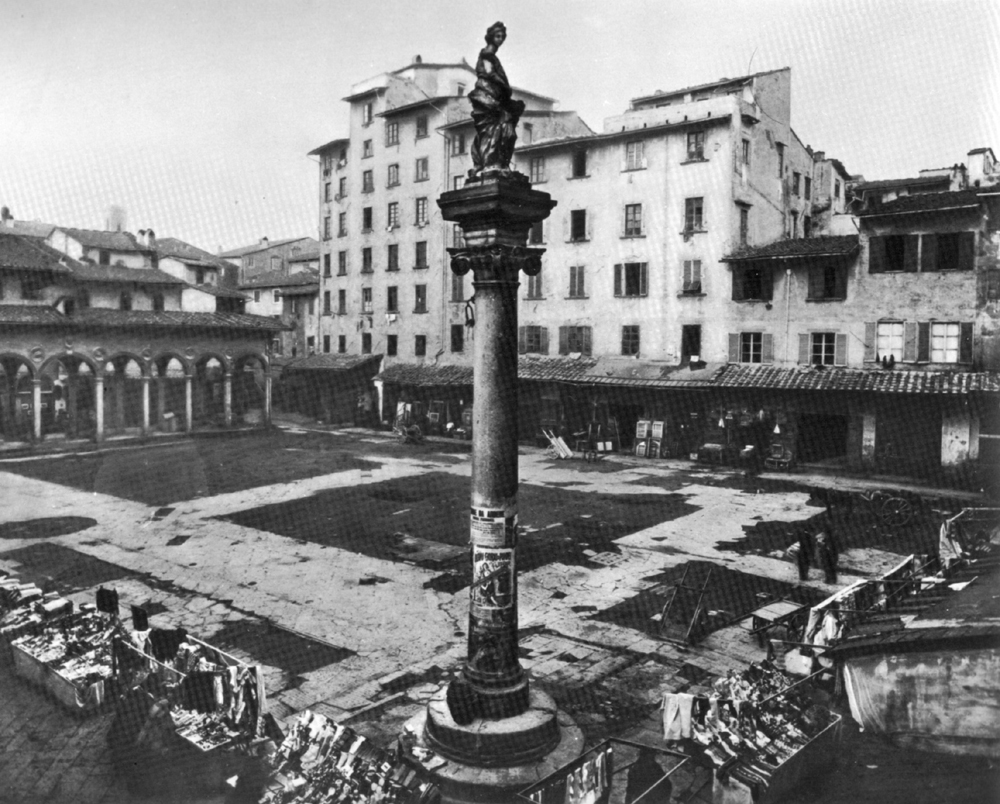
La colonna dell'Abbondanza si erge solitaria dopo le demolizioni del Mercato Vecchio; sullo sfondo la loggia del Pesce nella sua collocazione originale (1883 circa)

Già nel 1881 il comune incaricò una commissione di rilevare lo stato degli immobili e delle condizioni di vita degli abitanti della zona del Mercato Vecchio, che rilevò il preoccupante degrado e spianò la strada all'opera di risanamento massiccio; quell'anno si ebbero le prime demolizioni delle strutture del Mercato, con i commercianti trasferiti al nuovo mercato di San Lorenzo già dal 1874. A questo punto, una volta eliminati i miserabili edifici del mercato si era riscoperta la piazza cinquecentesca, con la loggia del Pesce del Vasari e forse, secondo per esempio il parere di Piero Bargellini, sarebbe stato auspicabile che i lavori si fossero interrotti lì. Ma il centro era ormai gravato da forti interessi economico speculativi, che reclamavano edifici in grande pompa, nuovi di zecca per rappresentare l'emergente ceto borghese, per cui l'area delle demolizioni si ampliò notevolmente, arrivando a coprire l'area tra piazza degli Strozzi, via de' Vecchietti, via de' Pecori, via de' Calzaiuoli, piazza della Signoria e via Porta Rossa. Il progetto definitivo di Risanamento venne approvato il 2 aprile 1885: entro giugno tutta la popolazione della zona era stata evacuata e tutte le proprietà erano state generalizzatamente espropriate.
I lavori procedettero con solerzia dal 1888, demolendo gli edifici del Ghetto, di via degli Speziali e di Calimala. Molte furono le antiche testimonianze architettoniche del passato che vennero sacrificate senza troppa esitazione: chiese antiche, case-torri, sedi di Arti. 
Al posto della struttura urbana medievale sorse una maglia stradale regolare, caratterizzata dalla sezione costante di 12 metri, sulla quale vennero eretti i grandi palazzi, con i caffè, gli hotel e i portici, l'arco trionfale e il grande spazio di piazza Vittorio Emanuele II, oggi piazza della Repubblica.
È restato famoso il commento che il pittore macchiaiolo Telemaco Signorini, grande amante degli aspetti pittoreschi e popolari di questa parte di città che soleva ritrarre spesso nelle sue opere, lasciò in risposta a un impiegato comunale che gli chiedeva se, durante la demolizione del mercato, avesse gli occhi lagrimosi per quelle "porcherie" che venivano giù: «No, piango sulle porcherie che vengono su».

## Il ghetto

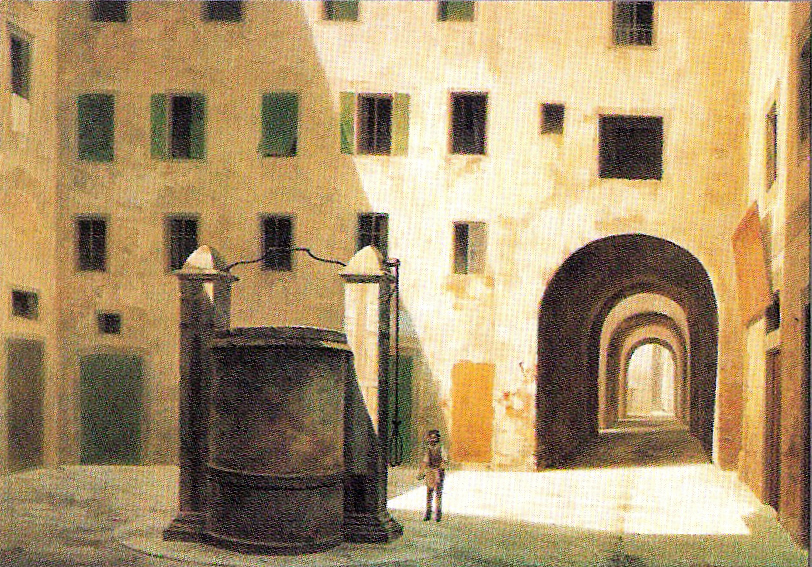
Piazza della fonte nel ghetto

Qui si trovava anche il ghetto ebraico, dove Cosimo I e il figlio Francesco dal 1571 avevano obbligato a risiedere gli ebrei in città, già soprattutto stanziati in Oltrarno, nell'area intorno all'ex-sinagoga di via de' Ramaglianti.
Il ghetto fu disegnato dall'architetto Bernardo Buontalenti. Occupava un'area quadrata al centro della città delimitata a est da via dei Succhiellinai (ora via Roma), a sud dalla piazza del Mercato Vecchio (adesso piazza della Repubblica), a ovest da via dei Rigattieri (ora via Brunelleschi), e a nord dal chiasso di Malacucina (adesso via Tosinghi). L'accesso al ghetto era garantito da due porte, una su piazza del Mercato e una su via dei Succhiellinai. Su una di queste porte (Francesco Bigazzi dice "in faccia a via della Nave") si trovava uno stemma mediceo e l'iscrizione: «COSMVS MED. MAG . ETRVRIÆ DVX / ET SERENISS. PRINCEPS F. SUMMÆ IN AMONES / PIETATIS ERGO HOC IN LOCO HÆBREOS A CHRISTIANORVM / CŒTV SEGREGATOS NON AVTEM EIUECTOS VOLVERVNT / VT LEVISSIMO CHRISTI IVGO CERVICES DVRISSIMAS / BONORVM EXEMPLO PRÆBERE DOMANDAS FACILE / ET IPSI POSSINT ANNO D . M.DLXXI». Vi si riconosceva che gli Ebrei fossero segregati dai cristiani ma non cacciati dalla città, né sparsi nelle abitazioni, affinché per l'esempio dei "più buoni" si fossero piegati più facilmente ad abbracciare il Vangelo.
Il ghetto era composto da un gruppo di alti edifici raccolti attorno alla piazza della Fonte, dove un pozzo forniva l'acqua agli abitanti del quartiere. Nel ghetto c'erano due sinagoghe: una di rito italiano (edificata nel 1571) e uno di rito levantino (edificata alla fine del XVI secolo).
Nel 1670 la zona nord del ghetto fu distrutta da un incendio e dei lavori di ricostruzione si approfittò per estendere il ghetto - già sovraffollato - fino all'attuale via de' Pecori. Nel 1750 agli ebrei fu concessa la proprietà degli edifici del ghetto, che rimase in vigore fino all'epoca napoleonica.
Una ricostruzione in plastico dell'aspetto dell'antico ghetto si trova al museo ebraico del tempio maggiore israelitico di Firenze.

## Architetture scomparse

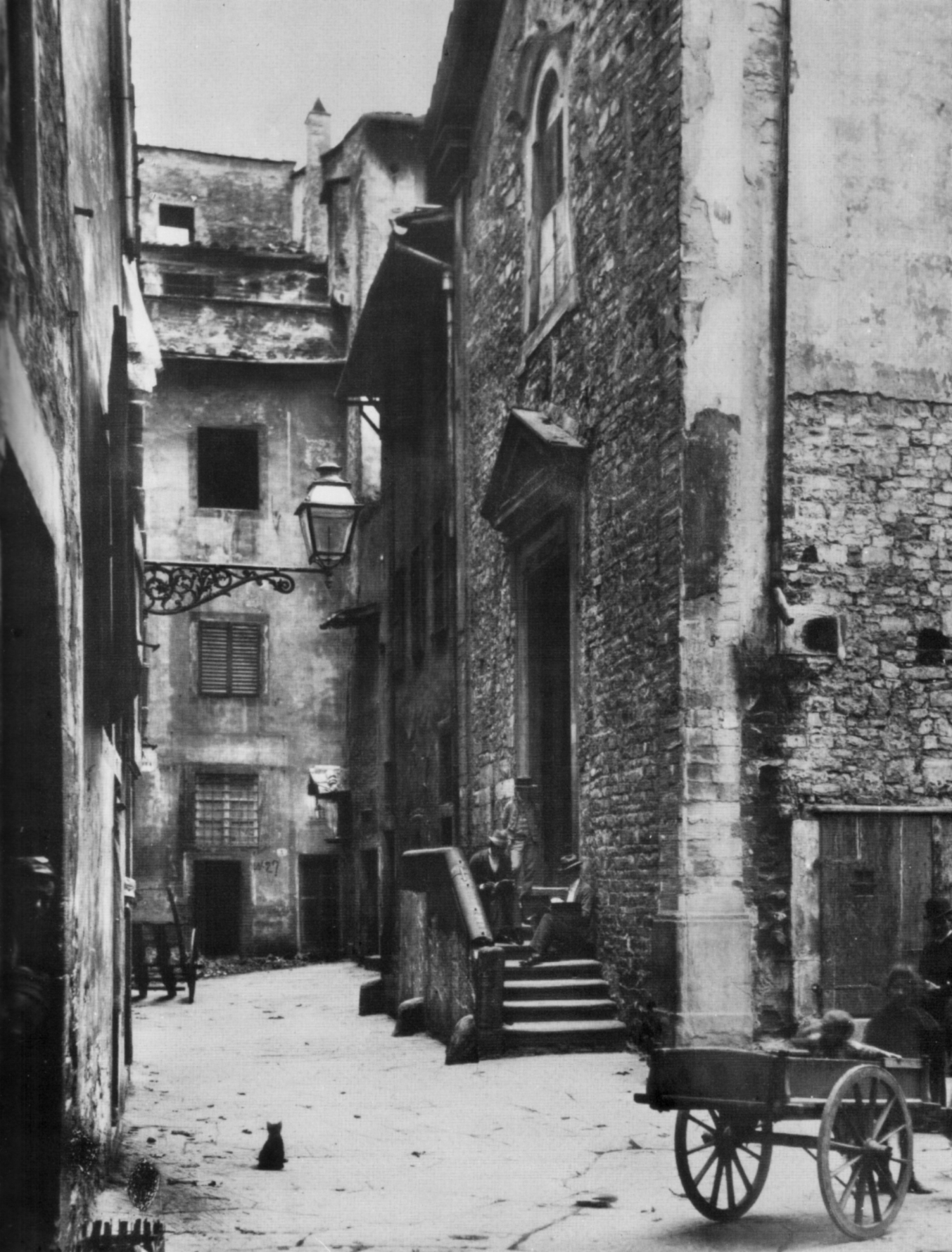
La chiesa di Sant'Andrea

Nelle demolizioni andarono perse 26 antiche strade, 20 tra piazze e piazzette, 18 vicoli; furono abbattuti 341 immobili ad uso abitativo, 451 botteghe e vennero allontanate 1778 famiglie per un totale di 5822 persone.
Il Mercato Vecchio aveva il suo cuore in un edificio basso e lungo a forma di ovale rettilineo con una tettoia piuttosto aggettante che fungeva anche da riparo per i compratori e le bancarelle che si disponevano su entrambi i lati. Altri negozi e bancarelle si dispiegavano nella piazzetta attorno.
Tra gli edifici di notevole rilevanza storica andarono perduti la torre dei Caponsacchi, la torre degli Amieri, il vecchio Monte di pietà dei Pilli (già in via Monalda), ecc. Vi si trovavano inoltre le case anticamente abitate da importanti famiglie: le prime dei Medici, quelle degli Strozzi, dei Sassetti, dei Della Luna, dei Lamberti, dei Tosinghi, degli Anselmi, dei Brunelleschi, dei Vecchietti, dei Tornaquinci, ecc.
Numerose furono le sedi delle Arti perdute per sempre: dei Medici e Speziali, degli Albergatori, dei Rigattieri, degli Oliandoli e Pizzicagnoli e dei Linaioli e Rigattieri; in quest'ultima esisteva ancora la nicchia del tabernacolo dei Linaioli, capolavoro di Beato Angelico e Lorenzo Ghiberti, oggi nel Museo nazionale di San Marco.
Numerosi erano i tabernacoli e le chiese, spesso con opere d'arte citate da Giorgio Vasari, che oggi sono andati perduti. Si affacciava sulla piazzetta del Mercato la chiesa di San Tommaso, mentre erano in zona quella di Sant'Andrea, quella di Santa Maria in Campidoglio, San Miniato tra le torri, San Pier Buonconsiglio, San Leo e San Ruffillo; nella zona di piazza Strozzi si trovavano Santa Maria degli Ughi e San Donato dei Vecchietti.
Era questa quindi una delle zone più caratteristiche e nel corso dei secoli aveva mantenuto quasi intatto il tessuto edilizio medievale, con stradine strette ed edifici addossati gli uni agli altri. Di queste strade ed edifici antichi per fortuna resta almeno un notevole corredo iconografico di testimonianze fotografiche, pittoriche e grafiche ottocentesche.

## Architetture sopravvissute

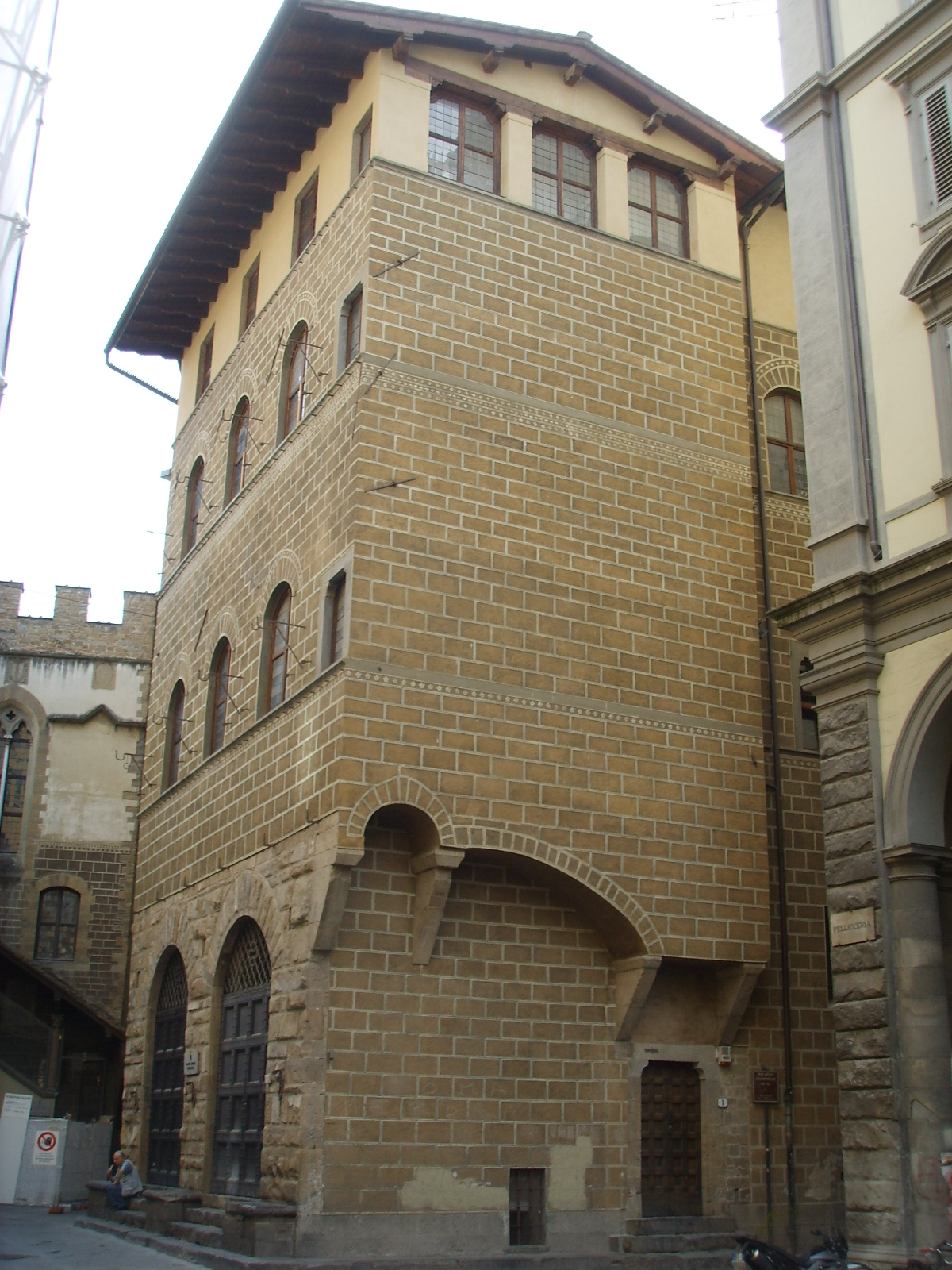
Palazzo Canacci-Giandonati oggi

Sebbene nessuno si sognò di toccare alcuni capolavori come la chiesa di Orsanmichele o palazzo Strozzi, anche altri edifici furono risparmiati dalle demolizioni, ma il contesto nel quale erano sorti venne profondamente stravolto tanto da comprometterne irrimediabilmente la lettura corretta nel tessuto urbano.
Tra queste vi furono alcuni palazzi nobiliari, come il palazzo dei Vecchietti, il palazzo Sassetti, il palazzo Canacci-Giandonati, il palazzo dei Catellini; le torri degli Adimari, degli Agli e dei Macci; tra le strutture un tempo pubbliche si ricordano il palazzo dell'Arte dei Beccai, il palazzo dell'Arte della Lana e il palagio di Parte Guelfa (che venne poi pesantemente restaurato nel 1921); tra gli edifici di culto la chiesa di Santa Maria Sopra Porta, all'epoca già sconsacrata, che ospitava la caserma dei corpo dei pompieri.
Vennero risparmiati perché solo lambiti dall'area interessata al "risanamento" il palazzo Davanzati, la torre dei Foresi e le altre architetture di via Porta Rossa; la piazza dei Tre Re e altri edifici confinanti con via dei Calzaiuoli, già interessati da un intervento del 1842-1843; la loggia del Porcellino e il palazzo Orlandini del Beccuto, che però perse il giardino che si trovava esternamente, oltre via del Campidoglio. Venne in parte demolito il palazzo dello Strozzino.
Vennero invece traslocate alcune architetture come la loggia del Pesce, ricostruita in piazza dei Ciompi usando il più possibile i materiali originali, e il tabernacolo di Santa Maria della Tromba, ricostruito all'angolo del palazzo dell'Arte della Lana con un restauro piuttosto arbitrario del 1905.
La grande mole di dettagli architettonici (capitelli, bassorilievi, pietre scolpite da trabeazioni, mensole, pilastri, stemmi, tabernacoli, ecc.) fu in larga parte distrutta o prese la via del mercato antiquario. Tracce di questo commercio si possono rilevare per esempio tra le collezioni del Museo Bardini, donato al comune di Firenze dal grande antiquario Stefano Bardini, che raccolse tenacemente queste testimonianze storiche della città. Solo una parte dei queste vestigia restò in mano pubblica, grazie all'impegno instancabile di intellettuali quali Guido Carocci, e oggi si trova per lo più nel lapidario del Museo nazionale di San Marco.

### La colonna dell'Abbondanza

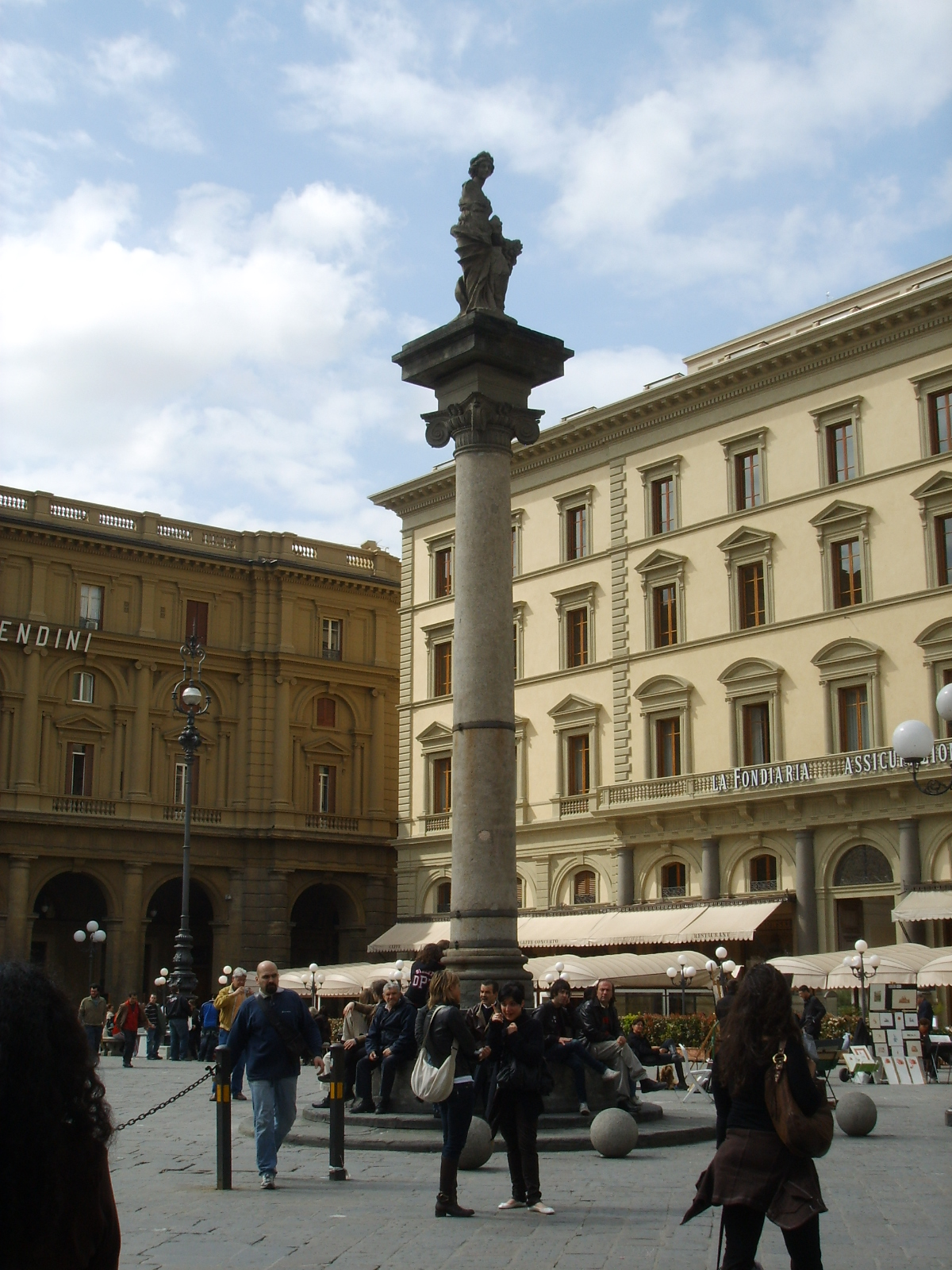
La colonna dell'Abbondanza

Tra le cose salvate ci fu anche la colonna dell'Abbondanza o colonna della Dovizia, situata dove si incontravano il cardo e il decumano romani. In un primo momento venne liberata dagli edifici che arrivavano addirittura ad inglobarla, per poi essere smontata e deposta. Ricollocata nel 1956, presenta ancora oggi alcune memorie della vita del mercato: un anello in ferro in alto che reggeva una piccola campana la quale suonava per indicare l'ora di apertura e chiusura dell´attività del mercato, e un secondo anello in basso alla quale si incatenavano alla "gogna" i commercianti disonesti.

## Vita in Mercato Vecchio

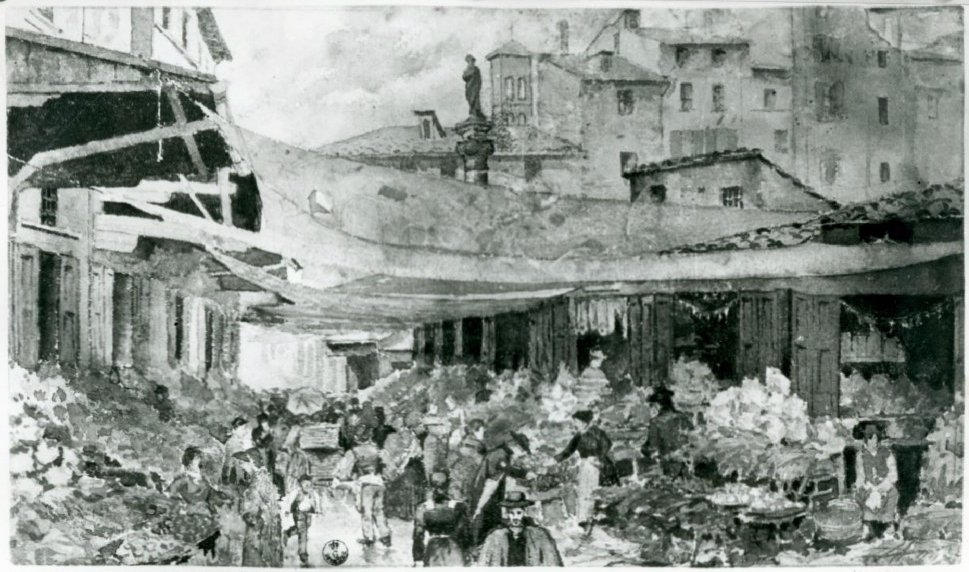
Dante Mattani, Piazza del Mercato Vecchio

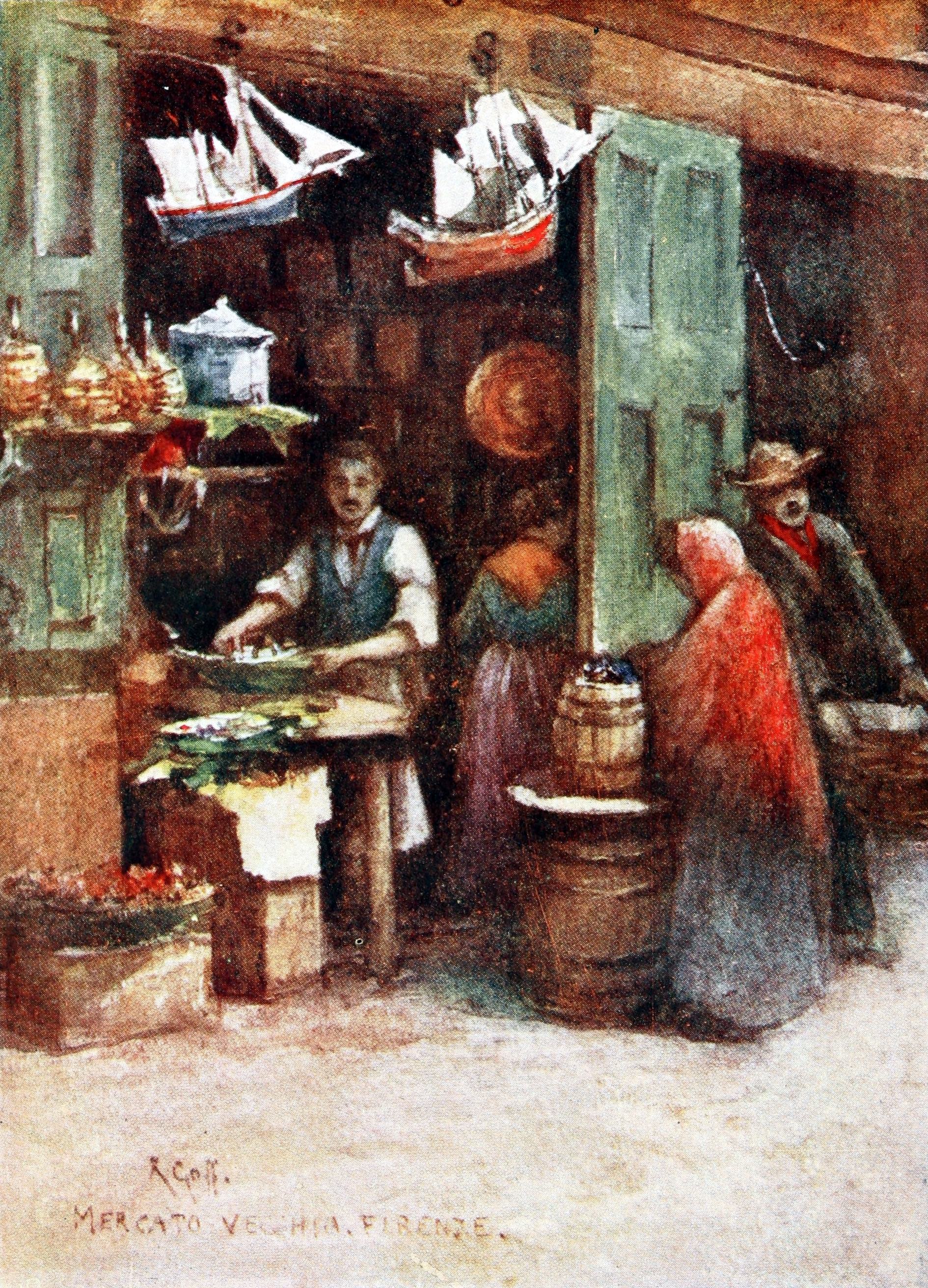
John Finnemore, The Mercato Vecchio in Florence

Lo scrittore Giuseppe Conti, nel libro Firenze Vecchia (1899) lasciò una vivace descrizione della vita in Mercato Vecchio nel XIX secolo: «Entrando in Calimara da Baccano di fronte alle Logge di Mercato Nuovo, si poteva dire d'esser già in Mercato Vecchio. Sull'angolo a sinistra v'era la rinomata bottega del Valenti tabaccaio, famoso per le acetose, le orzate, e per
il popone in guazzo. Qui la strada cominciava subito stretta, piena d'una folla affaccendata di serve, di cuochi con la sporta, come allora usava, e di gente che non avendo né cuoco né serva, andava da sé a far la spesa lesinando il quattrino e cercando di spenderli “co' gomiti” secondo l'antico modo di dire de' fiorentini. In quel tratto, fino a via delle Sette Botteghe, ci stavano i linaioli, i canapai e i venditori di ferrarecce: accanto al
palagio dell'Arte della Lana c'erano i friggitori di roventini, di gnocchi, di sommommoli, di pesce e d'ogni cosa un po’. Nelle sere specialmente di venerdì e di sabato, delle vigilie e di quaresima, la scena di quel punto di Calimara era veramente fantastica. Le fiaccole delle padelle di sego, o dei lumi a olio infilati sopra un bastone, e le fiamme dei fornelli sui quali le padelle friggevano esalando acre odore di pesce e di baccalà, mandavano in distanza dei bagliori rossastri, degli sprazzi di luce e degli effetti d'ombra curiosissimi. I friggitori urlavano chiamando la gente, e la gente si affollava a comprar la cena che consisteva in frittelle di mela, in carciofi, in baccalà, pesci d'Arno e fiori di zucca a seconda della stagione. In quella località, il movimento dalle ventiquattro all'un'ora era grandissimo»
«Da via delle Sette Botteghe fino alla chiesa di Sant'Andrea non c'erano che ortolani, i quali cuocevan anche l'erba in certe caldaie nere da non si giovare a guardarle, e che molti andavano a comprare per risparmiare il fuoco. Broccoli a palle, cavolo nero, spinaci, patate lesse, e tutto ciò che costava poco e faceva comparita, era lì a mostra in piatti enormi e andava via a ruba. Da Sant'Andrea c'erano anche ì salumai con fuori i bariglioni delle salacche, delle aringhe, del tonno e delle acciughe che si sentivano da lontano. Ed era tutto un formicolìo di persone che andavano, che venivano, che contrattavano, che chiedevano, che bisticciavano sul prezzo o sul peso; insomma, pur che trovassero da ridire, nessuno stava zitto. [...] Attorno alla colonna, come tanti pulcini sotto la chioccia, c'erano altri ortolani che cuocevan l'erba, fruttaioli, friggitori e testicciolai, che pelavan le teste d'agnello dopo averle scottate nell'acqua a bollore della caldaia lì nella strada; e cotenne di maiale e zampe di vitella e trippa e roba fino a far venire la nausea, ma tutta accomodata per bene in certi grandi piatti di rame del Seicento, che oggi si vedono nelle vetrine degli antiquari.»
«In via degli Speziali si trovava l'osteria e albergo della Cervia sull'angolo di via de' Cardinali, ora via de' Medici, la quale esisteva fin dal 1578; [...] confinava con un tal Bernardo profumiere e con l'albergo del
Falcone ove nel 1317 Bernardino da Pistoia faceva egli pure osteria, che rimaneva presso il Canto del Giglio in via Calzaioli, ove appunto in cantonata v'era fìno dal XVI secolo la “Spezieria del Giglio” rimasta fino a' nostri giorni.
Difaccia, più in giù, c'era l'osteria della Coroncina, sull'angolo che metteva al vicolo dello stesso nome alla piazza dei Tre Re. [...] In quelle antichissime botteghe della Spezieria della Pina d'oro in via degli Speziali e di un vermicellaio, che esistevano fino alla fine del secolo scorso, nel tempo di cui ora si parla, c'era un famoso vinaio detto il Barba, rinomatissimo per il vino della Rufina: e quando tirava fuori di cantina un fiasco di vino vecchio, che pareva rosolio, protestava innanzi, come se si trattasse d'una cosa enorme, che meno d'undici crazie non lo poteva dare! Dall'altra parte di via degli Speziali accanto alla Cervia aveva gran nome la rosticceria del Baldocci, - che era stato un cuoco di baldacchino come si diceva allora - e che faceva l'arrosto meglio che alla famosa fila. [...] Non meno celebre era l'antica bottega Bassi di pizzicagnolo in faccia alla Tromba, la più di lusso di quel genere.»
«Accanto alla Colonna, a sinistra, cominciava la beccheria. [...] Dietro ai macellari, in un passare largo appena un braccio, c'erano i pollaioli e i venditori di caccia. Di fronte alla beccheria c'era la famosa Fila, la rosticceria più antica di Firenze, poiché si afferma esistesse fin dal XVII secolo. La rinomanza di essa era proverbiale. Bisognava vedere in circostanze di feste, o di solennità, il numero infinito di polli che si arrostivano; e l'agnello e i fegatelli e il maiale e la vitella di latte della Fila, che dicevano, - faceva uscire i morti di sepoltura! - Nelle vigilie, nella quaresima e nei venerdì e sabati, la roba che si friggeva e la folla che aspettava era cosa da non credersi. Molta povera gente andava prima di mezzogiorno alla Fila a comprare mezzo pollo o un po' di vitella per portare, di nascosto ai serventi, ai loro malati all'ospedale, che quando sapevano di dov'era quella roba, tornava loro l'appetito e mangiavan con gli occhi ciò che gli amorosi parenti recavan loro. Accanto alla Fila era l'antichissima Spezieria dello “Spirito Santo” del Carobbi, e di fianco alla chiesa di San Tommaso una vecchia bottega di semplicista con tutti fasci di erbe legati ai travicelli; la maestruzza per il dolor di corpo, che a vederla parevan ciocche di finocchio; e mazzi di papaveri polverosi, e vasi di mignatte nell'acqua verdastra tenuti a mostra, e tutt'intorno gli scaffali con le cassette contenenti la camomilla, i fiori di malva e un'infinità di erbe medicinali alle quali si credeva più che ai medici. Dirimpetto al semplicista c'era un famoso fioraio, l'unico che fosse in Firenze, poiché il lusso dei fiori non era conosciuto; e tolto di qualche vaso di viole, di cedrina, di geranio, di violacciocche o di pensée - che le chiamavan “suocera e nuora” perché ogni fiore volta per così dire le spalle all'altro, non si coltivava né si apprezzava dal popolo nessun fiore speciale. Vicino a questo fioraio esisteva un'altra bottega di semplicista; e quindi rigattieri, linaioli, cuoiai, fruttaioli e via dicendo fìno all'Arco de' Pecori. E poi, presso l'Arco dell'Arcivescovado, daccapo salumai, e ortolani e ottonai, e venditori ambulanti di zolfanelli, allora tanto in uso, che erano fuscelletti di gambo di canapa intinti dall'un capo e dall'altro nello zolfo, s'accendevano accostandoli al fuoco, e si vendevano per un quattrino mazzi di venti o venticinque ciascuno. Girando da piazza dell'Olio, e attorno al Ghetto s'entrava in mille straducole e piazzette tutte ingombre di barroccini, di ceste di venditori in una confusione incredibile. piazza de' Marroni, piazza dell'Uova, via delle Ceste, “La Palla” ove era l'antico Campidoglio, che Firenze, a similitudine di Roma, sebbene più in piccolo, volle avere all'epoca romana; e che negli ultimi tempi divenne un albergo, e qualche cosa di peggio frequentato dai soldati e dai giovinastri; ed abitato da certe donne che facevano appunto a palla d'ogni virtù e d'ogni decoro.»
«Dalla via tra' Ferravecchi fino agli Strozzi, e via de' Pescioni dietro il palazzo Corsi, era sempre mercato, e la strada era ingombra dì banchi, di deschi di macellari, di ceste d'ortolani, di fornelli di friggitori. D'estate le strade di tutto quel quadrato del centro della città che costituivano il Mercato, era coperto di tende d'ogni colore, d'incerati gialli, di pezzi di traliccio e di stoie, in una confusione straordinaria di colori, di fogge e di toppe, da stancare qualunque immaginazione e da far disperare qualunque artista avesse voluto riprodurre il quadro strano, singolarissimo, pieno di vita, di movimento e di colore locale. [...] Dopo San Pier Buon Consiglio s'entrava in Pellicceria, dove c'erano i ramai, alcuni linaioli e tralicciai e fornai.»
«Mercato Vecchio in certe epoche dell'anno prendeva l'aspetto di festa e sfolgorava dì luce. La folla sì aggirava e si accalcava in quelle piazzette, in quei vicoli, e in quelle straduccie, ammirando tutta quella grazia di Dio messa in
mostra con mille fronzoli, ed in tanta copia, da parere impossibile che dovesse esser tutta consumata dalla voracità umana. Era quello, si direbbe oggi, il ventre di Firenze. La mattina della vigilia di Ceppo, dalla Colonna di Mercato c'eran tutti i trucconi e i contadini che vendevano i capponi vivi; chi voleva quel giorno un cappone per sé o per regalarlo alla maestra dei bambini, o al dottore di casa, bisognava che cascasse - come si usava dire - in Mercato. La sera poi dalle ventiquattro in là - ossia dalle cinque pomeridiane - facevan la mostra tutti i pollaioli di faccia alla Fila, e i macellari, gli uccellai, i fruttaioli e i pizzicagnoli: e tutti, dalle botteghe vere a quella specie di baracche di tela intonacata che erano in beccheria, facevano uno sfarzo straordinario di padelle di sego e di lumi a olio, i cui lucignoli mandavano un fumo acre e nauseante, che annebbiava tutto Mercato. Anche la sera dei giovedì santo, Mercato Vecchio era in festa: ma si faceva la mostra soltanto dai pizzicagnoli. Il soffitto delle botteghe era coperto da centinaia di prosciutti, di mortadelle e di salami, che rappresentavano addirittura un capitale: e presso la porta, colonne intere di grossi parmigiani unti, lustri che parevan verniciati. E tutto con festoni d'alloro, con lumi e padelle come per le processioni di campagna. Il sabato santo pure era giorno di gran mostra; ma più specialmente dei macellari, che mettevano quindici o venti manzi squartati in fila uno dietro all'altro, legati alle pulegge e pieni di fiori di carta, e ornati di foglie di lauro; al soffitto e alle pareti, agnelli sparati, e coratelle pieni essi pure di fiori di foglio, e teste di vitella con una mela in bocca; e ogni cosa illuminato al solito fantasticamente e affumicato parecchio.»